# Магасумова, Багия Магасумовна
Багия Магасумовна Магасумова (баш. Бәһиә Мәғәсүм ҡыҙы Мәғәсүмова; 1913—1995) — советский и российский педагог-методист. Кандидат филологических наук (1948).

## Биография
Магасумова Багия Магасумовна родилась 17 января 1913 года в деревне Москово (ныне — Дюртюлинского района Республики Башкортостан). По национальности — башкирка.
В 1935 году окончила Башкирский государственный педагогический институт имени К. Тимирязева (ныне Уфимский университет науки и технологий).
С 1935 года работает в Башкирском государственном педагогическом институте имени К. Тимирязева (ныне Уфимский университет науки и технологий).
С 1936 года является инструктором Башкирского областного комитета ВЛКСМ.
8 октября 1938 года была репрессирована. Реабилитирована 28 января 1939 года.
С 1939 года работает преподавателем в Уфимском дошкольном педагогическом училище.
В 1941—1944 годах преподает в Башкирском институте усовершенствования учителей.
В 1948—1978 годах работает преподавателем в Башкирском государственном педагогическом институте имени К. Тимирязева (с 1957 года — Башкирский государственный университет (ныне Уфимский университет науки и технологий)).
Багия Магасумова является соавтором учебников и учебно-методических пособий по башкирской литературе для 4—7‑х классов.

## Научные труды
- Изучение биографии и произведений Мажита Гафури в V—VII классах башкирской школы : Автореферат дис. на соискание учен. степени кандидата пед. наук / Акад. пед. наук РСФСР. Науч.-исслед. ин-т методов обучения. — Москва, 1954.
- Книга для внеклассного чтения : Для VI кл. / Б. М. Магасумова, С. Х. Зайлалова. — 3-е изд. — Уфа : Башк. кн. изд-во, 1983. — 174 с.
- Методическое руководство к учебнику «Родная литература» для 4 класса / Б. М. Магасумова, С. Х. Зайлалова. — 3-е изд., испр. — Уфа : Башк. кн. изд-во, 1985. — 112 с.
- Родная литература : Для 4-го кл. / Б. М. Магасумова и др. — 11-е изд. — Уфа : Башк. кн. изд-во, 1988. — 260 с.
- Родная литература : Учебник-хрестоматия для 5-го кл. / Б. М. Магасумова, С. Х. Зайлалова, К. А. Ахметьянов, А. М. Сулейманов. — 8-е изд., испр. — Уфа : Башк. кн. изд-во. — 271 с.

## Награды
- Орден Трудового Красного Знамени (1971)
- Медаль «Ветеран труда» (1987)[3]